# Nektariusz (Grigorjew)
Nektariusz, imię świeckie Nikołaj Konstantinowicz Grigorjew (ur. 13 maja?/26 maja 1902 w Chochłowie, zm. 3 września 1969) – rosyjski biskup prawosławny.

## Życiorys
W 1918 ukończył I męskie gimnazjum w Kazaniu. W tym samym roku razem z wojskami Białych ewakuował się w głąb Syberii, gdzie przebywał do 1920. W latach 1920–1923 służył w Armii Czerwonej. Ukończył następnie dwa lata studiów na wydziale historyczno-filologicznym uniwersytetu w Kazaniu oraz Wyższy Instytut Teologiczny w tym samym mieście. 17 października 1923 złożył wieczyste śluby mnisze, przyjmując imię Nektariusz. Następnie 21 października został wyświęcony na hierodiakona, zaś 8 marca 1924 – na hieromnicha. Służył w Kazaniu, początkowo w monasterze św. Jana Chrzciciela (1923–1925), następnie jako duchowny parafialny. W latach 1925–1928 trwało przeciwko niemu śledztwo, ostatecznie umorzone. W 1929 został proboszczem cerkwi przy pustelni św. Katarzyny w Moskwie. W tym samym roku podniesiony do godności archimandryty. Od stycznia do grudnia 1930 był proboszczem parafii Kazańskiej Ikony Matki Bożej i Wprowadzenia Matki Bożej do Świątyni w Moskwie.
W grudniu 1930 aresztowany i skazany na trzyletnią zsyłkę. Po odbyciu kary w 1934 zamieszkał w Kaszyrze, obejmując obowiązki przełożonego parafii przy soborze Zaśnięcia Matki Bożej, a od 1935 także dziekana parafii w rejonie kaszyrskim. Od 1935 do 1937 służył kolejno w różnych cerkwiach Moskwy: Zesłania Ducha Świętego, Świętych Adriana i Natalii, Złożenia Szaty Chrystusa Zbawiciela. 
W 1941 objął zadania pomocnika przełożonego Ławry Poczajowskiej. Następnie w 1942 był kapelanem cerkwi żeńskiego monasteru Wprowadzenia Matki Bożej do Świątyni w Kijowie, służył w cerkwiach w Wołodkowie-Diewicy (obwód czernihowski), Nieżynie, do 1944 w Pawłowym Posadzie. W latach 1944–1946 ponownie uwięziony. W 1946 zamieszkał w Ławrze Troicko-Siergijewskiej, pełniąc obowiązki dziekana klasztoru. Jeszcze w tym samym roku powierzono mu zadania przełożonego Monasteru Pskowsko-Pieczerskiego. 
29 czerwca 1947 miała miejsce jego chirotonia biskupia, po której objął katedrę pietrozawodzką. W charakterze konsekratorów w ceremonii udział wzięli patriarcha moskiewski i całej Rusi Aleksy I, arcybiskup dmitrowski Witalis oraz biskup iwanowski i kineszemski Paisjusz. W 1948 został przeniesiony na katedrę tyraspolską. Do 1949 równocześnie pełnił zadania locum tenens eparchii kiszyniowskiej. W 1949 został biskupem kiszyniowskim i mołdawskim. W 1956 podniesiony do godności arcybiskupa, zaś w 1963 – metropolity. Jako ordynariusz eparchii kiszyniowskiej nie protestował przeciwko likwidacji ostatnich czynnych monasterów męskich w Mołdawskiej SRR – klasztorów Nowy Neamț i Căpriana. Zmarł w 1969 i został pochowany na cmentarzu Kalitnikowskim w Moskwie.